# Касл Рок (Вашингтон)
Касл Рок (енгл. Castle Rock) град је у америчкој савезној држави Вашингтон. По попису становништва из 2010. у њему је живело 1.982 становника.

## Демографија
Према попису становништва из 2010. у граду је живело 1.982 становника, што је 148 (6,9%) становника мање него 2000. године.
| Група             | 2000.         | 2010.         |
| Белци             | 1.966 (92,3%) | 1.766 (89,1%) |
| Афроамериканци    | 5 (0,2%)      | 2 (0,1%)      |
| Азијати           | 6 (0,3%)      | 4 (0,2%)      |
| Хиспаноамериканци | 71 (3,3%)     | 97 (4,9%)     |
| Укупно            | 2.130         | 1.982         |